# Langwedel (Weser)
Langwedel [ˈlaŋˌveːdl̩] ist ein Flecken im Landkreis Verden in Niedersachsen. Der Name leitet sich vom gleichnamigen Ortsteil im Südosten des Fleckens ab.

## Geografie

### Lage
Langwedel liegt in der nördlichen Mittelweserregion im südöstlichen Großraum Bremen. Nördlich befindet sich die Achim-Verdener Geest, die zum Naturraum Stader Geest gehört. Der 53. nördliche Breitengrad durchzieht das Gemeindegebiet.
Langwedel liegt an der Weser und an der Alten Aller, einem Altarm der Aller.

### Gemeindegliederung
Der Flecken Langwedel ist eine Einheitsgemeinde und besteht aus folgenden Ortschaften:
- Daverden (13,005 km²)
- Etelsen (mit Cluvenhagen und Hagen-Grinden sowie Giersberg und Steinberg) (23,874 km²)
- Haberloh (5,404 km²)
- Holtebüttel (mit Dahlbrügge, Nindorf, Schülingen, Overing und Förth) (8,492 km²)
- Langwedel (mit Langwedelermoor) (7,619 km²)
- Völkersen (17,716 km²)

Insgesamt umfasst Langwedel damit einen weitgehend geschlossenen Siedlungsbereich entlang des nördlichen Weserufers. Dieser ist Teil eines größeren, geschlossenen Siedlungsbandes, das sich von Verden über Langwedel und Achim bis Bremen erstreckt.
In allen Ortschaften besteht ein Ortsrat mit Ortsbürgermeister, außer in Haberloh: hier vertritt ein Ortsvorsteher die Belange der Bevölkerung.

## Geschichte

### Dorf/Flecken Langwedel
Die Ortschaft Langwedel wurde erstmals urkundlich 1226 erwähnt. Bereits im Mittelalter durfte Langwedel die Bezeichnung Flecken tragen, womit nicht nur Markt-, sondern auch Standesrechte der Bürger des Ortes zugesichert wurden.

### Burg Langwedel

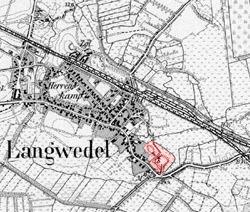
1897, Windmühle auf der Motte der Burg

Die Burg, in alten Urkunden grundsätzlich als „Schloss Langwedel“ bezeichnet, wurde um 1250 in strategisch wichtiger Lage an der Heer- und Handelsstraße zwischen dem Stift Verden und dem Erzbistum Bremen begründet.

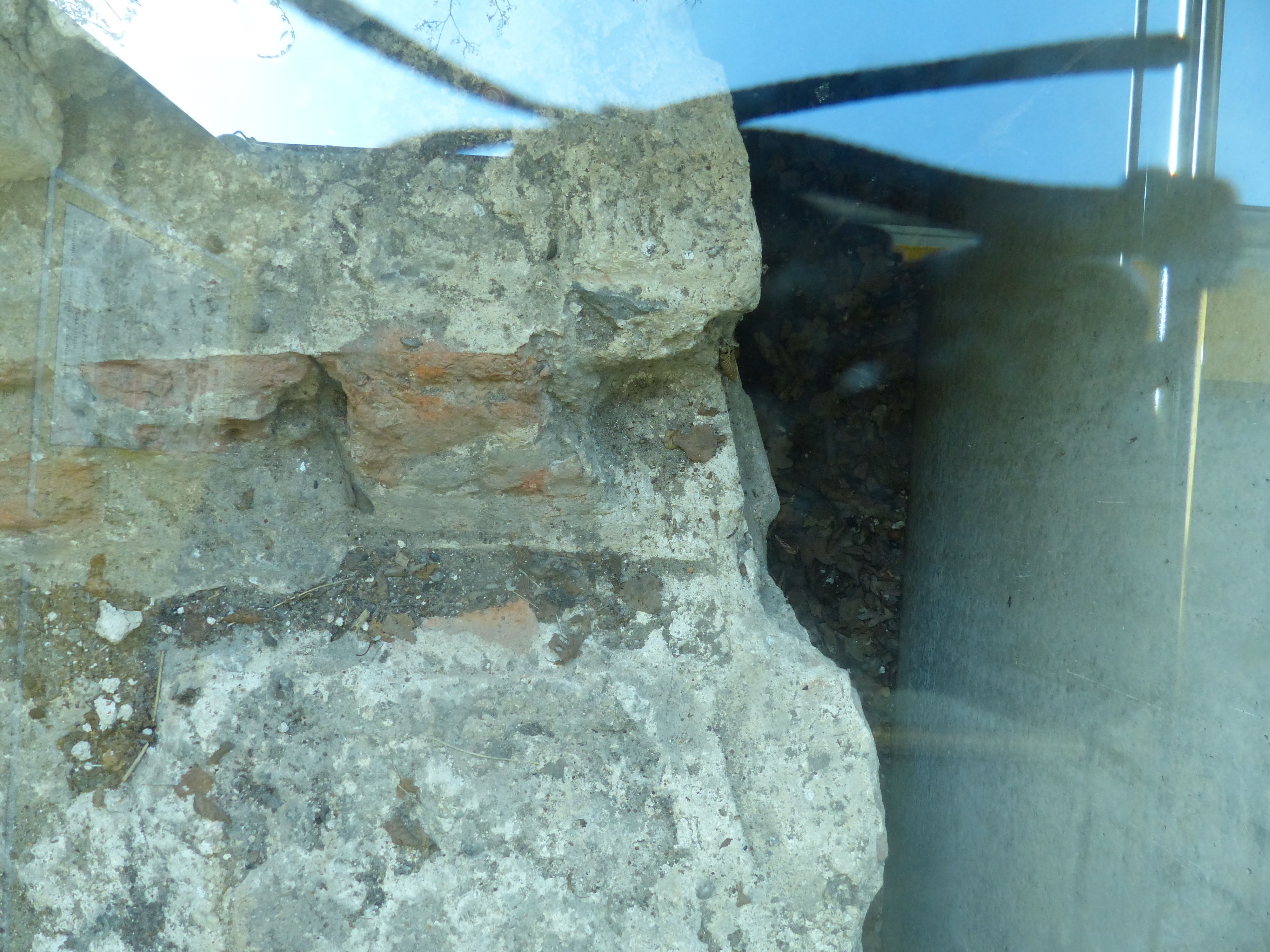
Mauerrest der Burg unter Glasplatte am Eingang des Freibades

Die Langwedeler Burg am Ortseingang war um 1222 vom Bremer Erzbischof Gerhard II. zunächst als Wasserburg errichtet worden, wurde aber fortlaufend verändert und ausgebaut. 1376 verpfändete der Erzbischof Albert II. die Burg an das Bremer Domkapitel und die Stadt Bremen. Nach dem Dreißigjährigen Krieg fiel die Anlage 1648 an Schweden. Im Schwedisch-Brandenburgischen Krieg von 1675 bis 1676 wurde das schwedische Langwedel in einem Feldzug durch das Heer des katholisch-münsterschen Fürstbischofs von Galen am 27. September 1675 als Verbündeter der Staaten des Heiligen Römischen Reiches und Dänemark erobert und blieb bis zum Kriegsende 1679 alliierter Besitz. Im Zuge des Friedens von Saint-Germain im Jahre 1679 fiel Langwedel bis 1712 wieder an das evangelisch-protestantische Schweden. Die Burg soll 1675 von münsterschen Soldaten abgetragen worden sein, was nach urkundlichen Überlieferungen nicht zutrifft. Um 1770 sind die Befestigungsanlagen noch in der Kurhannoverschen Landesaufnahme dargestellt. Zerstört wurden die noch sichtbaren Überreste vermutlich ab 1866, als die Anlagen in den Besitz Preußens gelangten.
Bis 1906 stand auf dem Burgberg eine Windmühle der örtlichen Müllerfamilie Rehbock.
Seit 1964 befindet sich hier das 2006/2007 vom Flecken Langwedel aufwändig sanierte „Burg-Bad Langwedel“ (Freibad).

### Ortsname
Der Ortsname ist eine Zusammensetzung aus niederdeutsch „lang“ und dem Grundwort „wedel“. Letzteres bedeutet „seichte Stelle zum Hinüberwaten“, norwegisch zum Beispiel „val, vaul“ für „seichte Fjordstelle“. Es besteht eine Urverwandtschaft mit Watt, waten und lateinisch „vadum“ für „Furt“. Die Namengebung nahm offenbar Bezug auf eine langgezogene Furt. Von Langwedel ist der Ortsname Langwedelermoor abgeleitet. Es gibt viele bekannte „-wedel-“ Ortsnamen, wie Salzwedel, Veddel oder Wedel.

### Eingemeindungen
Die Zusammenlegung der bisherigen Gemeinden Daverden, Etelsen, Haberloh, Holtebüttel, Langwedel (Flecken) und Völkersen zum Flecken Langwedel wurde am 1. Juli 1972 wirksam. Die neue Gebietskörperschaft wurde nach Langwedel benannt, obwohl es zu jener Zeit mit einer Einwohnerzahl, die etwa halb so groß wie die der bis dahin selbstständigen Gemeinde Etelsen war, nur die zweitgrößte Gemeinde war.

## Politik

### Gemeinderat
Der Rat des Fleckens Langwedel besteht aus 26 Ratsmitgliedern. Dies ist die festgelegte Anzahl für eine Gemeinde mit einer Einwohnerzahl zwischen 10.001 und 11.000 Einwohnern. Die Ratsmitglieder werden durch eine Kommunalwahl für jeweils fünf Jahre gewählt. Neben den 26 in der Gemeinderatswahl gewählten Mitgliedern ist außerdem der Bürgermeister im Rat stimmberechtigt. Die aktuelle Amtszeit begann am 1. November 2021 und endet am 31. Oktober 2026.
Die vergangenen Gemeinderatswahlen ergaben folgende Sitzverteilungen:
| Wahljahr | SPD | CDU | WGL | FDP | AfD | Linke | Piraten | Grüne | UBL | Gesamt   |
| 2021     | 10  | 9   | 4   | 1   | 1   | 1     | -       | -     | -   | 26 Sitze |
| 2016     | 11  | 8   | 5   | 1   | -   | -     | 1       | -     | -   | 26 Sitze |
| 2011     | 11  | 8   | 2   | -   | -   | -     | -       | 4     | 1   | 26 Sitze |
| 2006     | 9   | 12  | 2   | 1   | -   | -     | -       | -     | 2   | 26 Sitze |

### Bürgermeister
Seit dem 9. März 2010 ist Andreas Brandt, der bisherige Fraktionsvorsitzende der SPD im Rat, der Bürgermeister.
Sein Vorgänger Andreas Mattfeldt (CDU) ist seit der Bundestagswahl 2009 direkt gewähltes Mitglied des Deutschen Bundestages und gab sein Bürgermeisteramt auf.

### Wappen
Das Wappen des Fleckens Langwedel wurde vom Rat am 18. April 1978 beschlossen. Das Wappen ist Teil der Fleckenflagge, die einen oberen und unteren grünen Randstreifen zeigt und im mittleren, weißen Teil mit dem Wappen belegt ist.
Blasonierung: „In Grün über gewelltem silbernen Schildfuß eine durchgehende sechsgezinnte silberne Burgmauer mit Torbogen, darüber schwebend zwei schräggekreuzte Giebelbretter, die in auswärts gewendeten Pferdeköpfen enden“.

## Kultur und Sehenswürdigkeiten

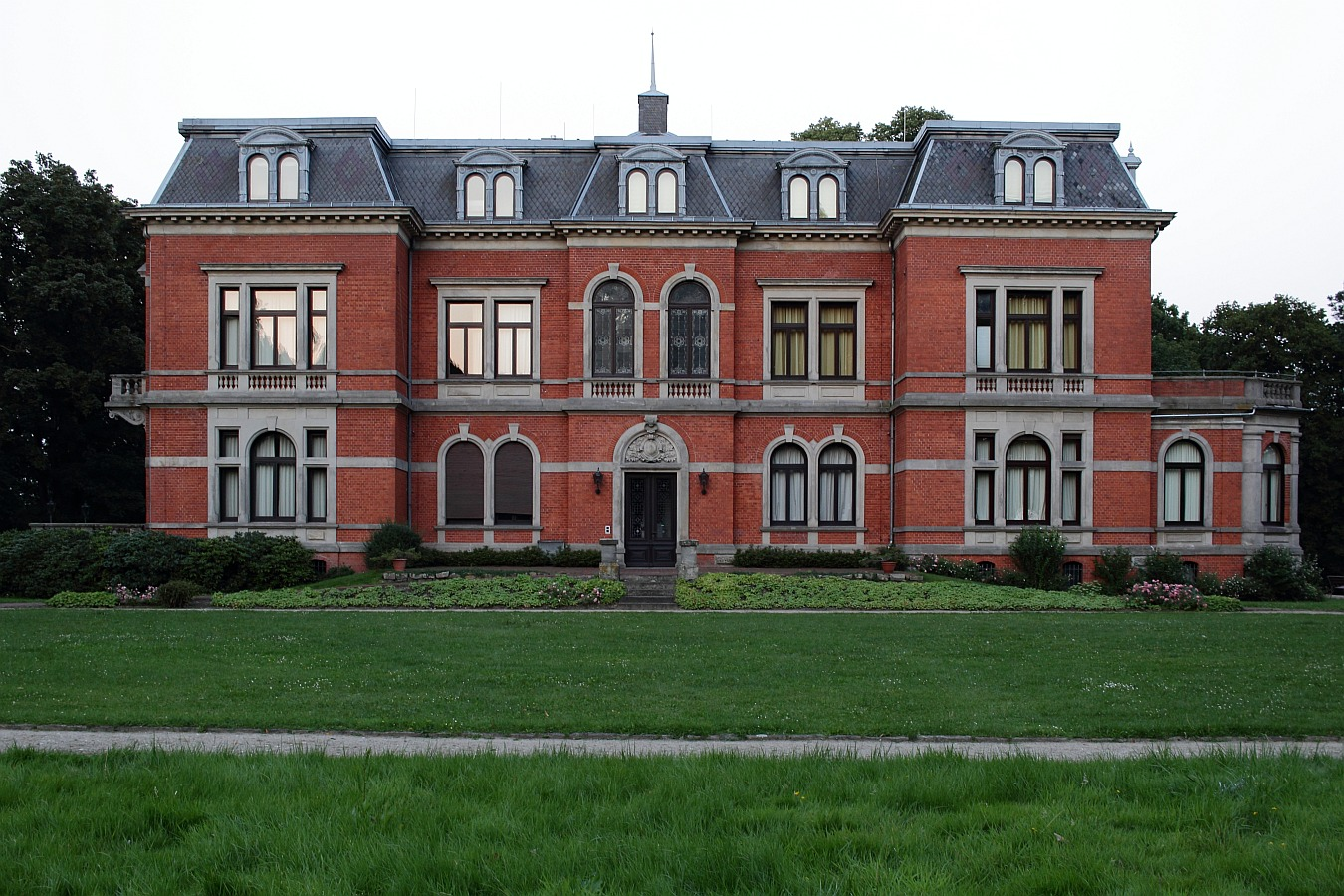
Schloss Etelsen

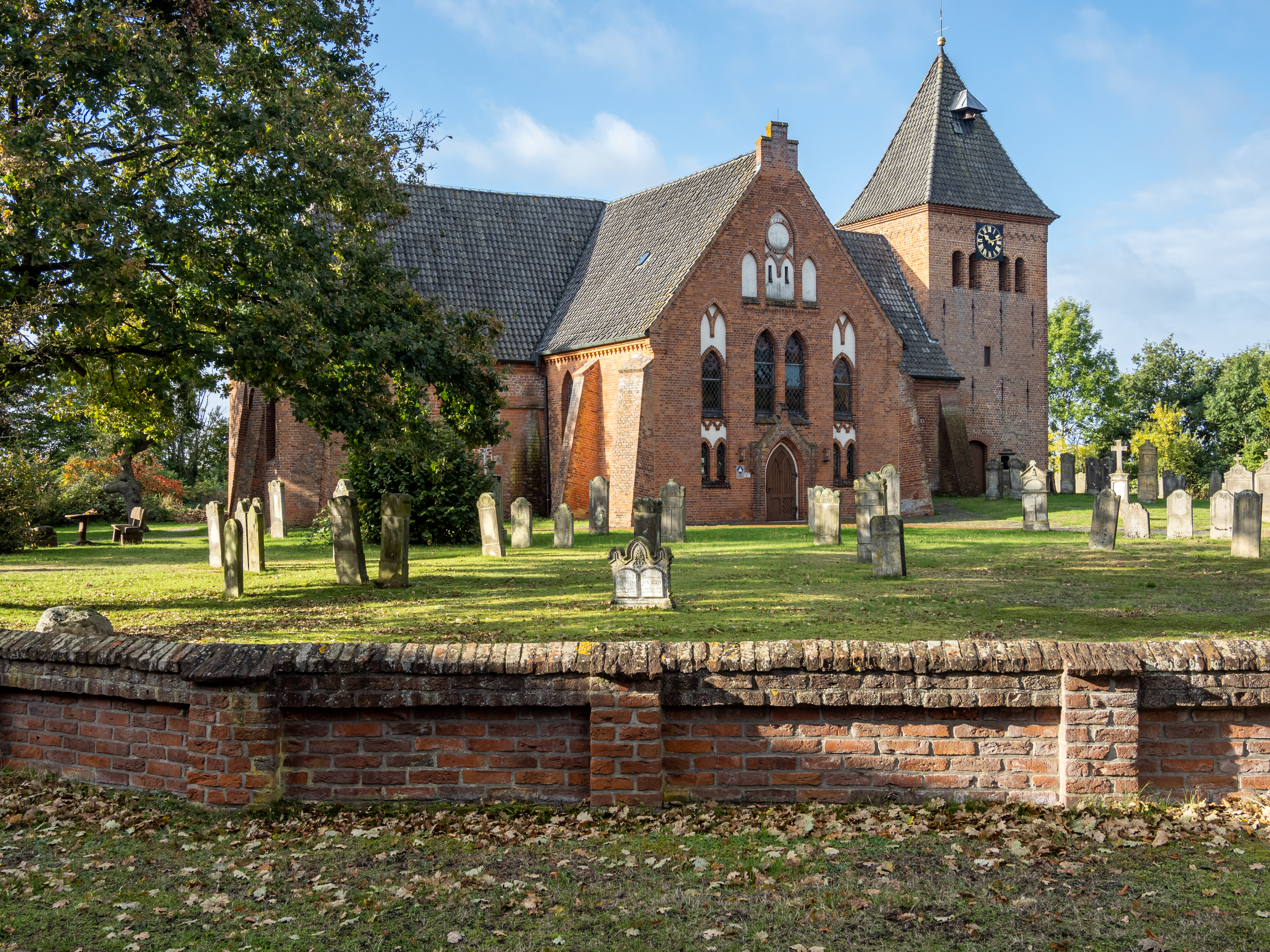
St. Sigismund-Kirche Daverden

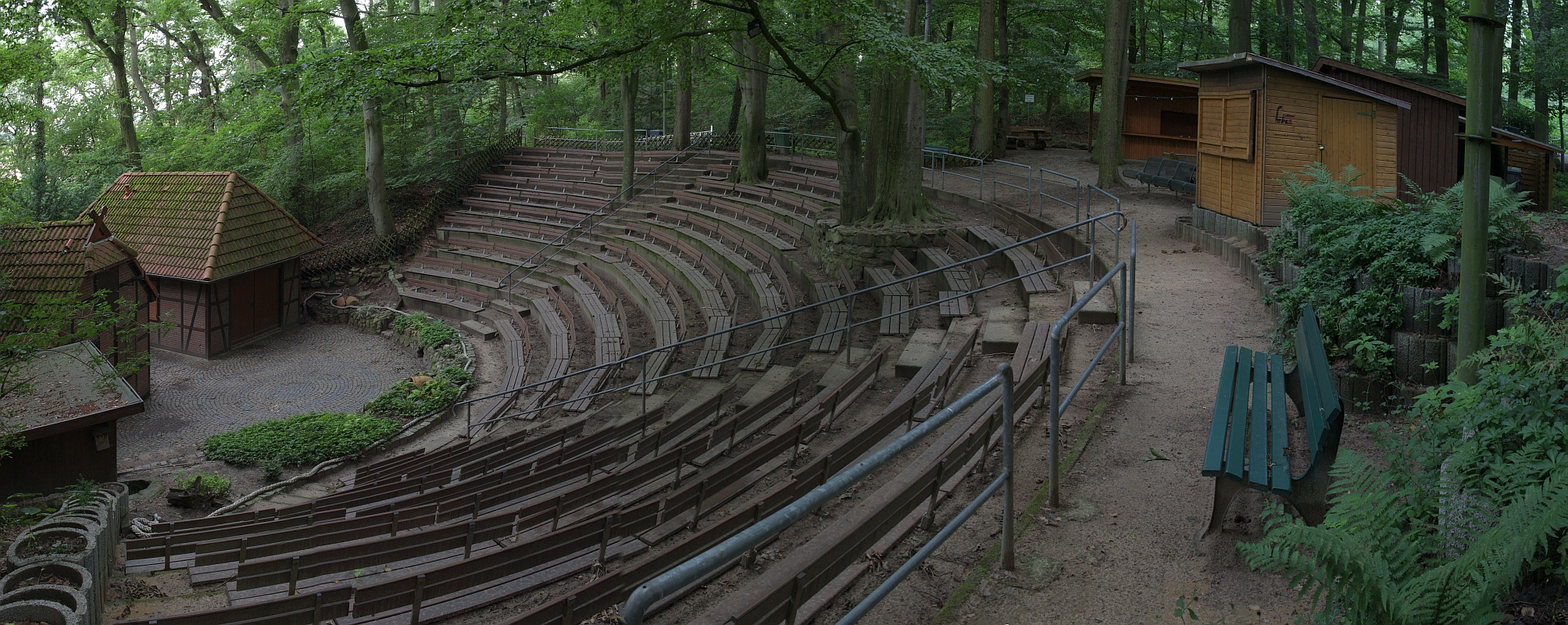
Freilichtbühne in Daverden

- Schloss Etelsen mit historischem Schlosspark, Mausoleum und Winterrodelbahn
- Windmühle Jan Wind von 1871 (Galerieholländer) mit heimatkundlichen Museum in Etelsen
- Kirche St. Sigismund in Daverden
- Freilichtbühnen in Daverden und Holtebüttel mit plattdeutschem Programm.
- Weser-Kanal-Schleuse in Cluvenhagen, direkt am Weserfernradweg mit Info-Tafeln und Sitzgelegenheiten
- Mit der Personen- und Radfähre Gentsiet über die Weser zwischen 1. Mai und 3. Oktober
- Sportboothäfen am Weserwehr und am Campingplatz Drosselhof
- Geführte Kanu-Touren auf Alter Aller und Weser
- Walderlebnispfad im Forst Spange mit Grillplatz (nur auf Anmeldung beim Förster)
- Heidschnucken-Bio-Hof mit Hofladen in Nindorf und Hofladen in Völkersen
- Rund-Wanderweg „Zwischen Schloss und Burg“ (16 km auf Schusters Rappen)
- Rad-Rundweg „Langwedel erFAHREN“ (48 km durch den Flecken) und geführte Themenradwegtouren.
- Burgberg als Rest der ehemaligen Burg Langwedel. Mauerreste sichtbar am Burgbad.
- Personenfahrgastschifffahrt auf der Weser ab Schleusenkanal-Brücke Daverden (Weserstraße)
- privates Fahrzeugmuseum Drewes in Langwedel-Nindorf (Führungen ab 10 Personen auf Anmeldung)
- Sternwarte Langwedel am Schulzentrum.
- Greifvogelpflegestation in Etelsen (Tierarztpraxis)
- Ölmühle mit Hofladen in Hagen-Grinden.
- Ein großer Findling am Stubbenweg in Langwedels Ortschaft Etelsen erinnert seit 2003 an Diedrich Elfers genannt Stubben-Dierk (1837–1914).

## Regelmäßige Veranstaltungen
- Fährfest an der neuen Weserfähre „Gentsiet“ (vorletzter Sonntag im August)
- Rathaus-Kultur-Tage im Frühjahr
- Langwedeler Markt am zweiten Wochenende im September, seit 2010 verbunden mit Modellbahnmarkt.
- Weihnachtsmarkt auf Hof Beckröge in Etelsen (erstes Adventwochenende)
- Dauer-Ausstellung „Burg u. Amt Langwedel“ im Rathaus mit Burgmodell, Böllern usw.

## Wirtschaft und Verkehr

### Wirtschaft
Langwedel hat Dienstleistungs-, Kultur- und Freizeitangebote. Es sind handwerkliche Familienbetriebe ansässig. Das große Gewerbegebiet Daverden ist in Autobahnnähe vorhanden.

### Verkehr

#### Straße
Die Bundesautobahn A 27 führt in Nord-Süd-Richtung vorbei. 2011 wurde die neue Anschlussstelle 24a – Langwedel – der A 27 eröffnet. Die Raststätte Langwedel-Daverden wurde gleichzeitig in Goldbach umbenannt.

#### Bus
Durch Linienbusse des Verkehrsverbundes Bremen/Niedersachsen (VBN) gibt es Verbindungen zu den Orten Völkersen, Verden, Daverden, Etelsen, Achim, Bremen, Holtebüttel, Fischerhude und Hagen.

#### Bahn

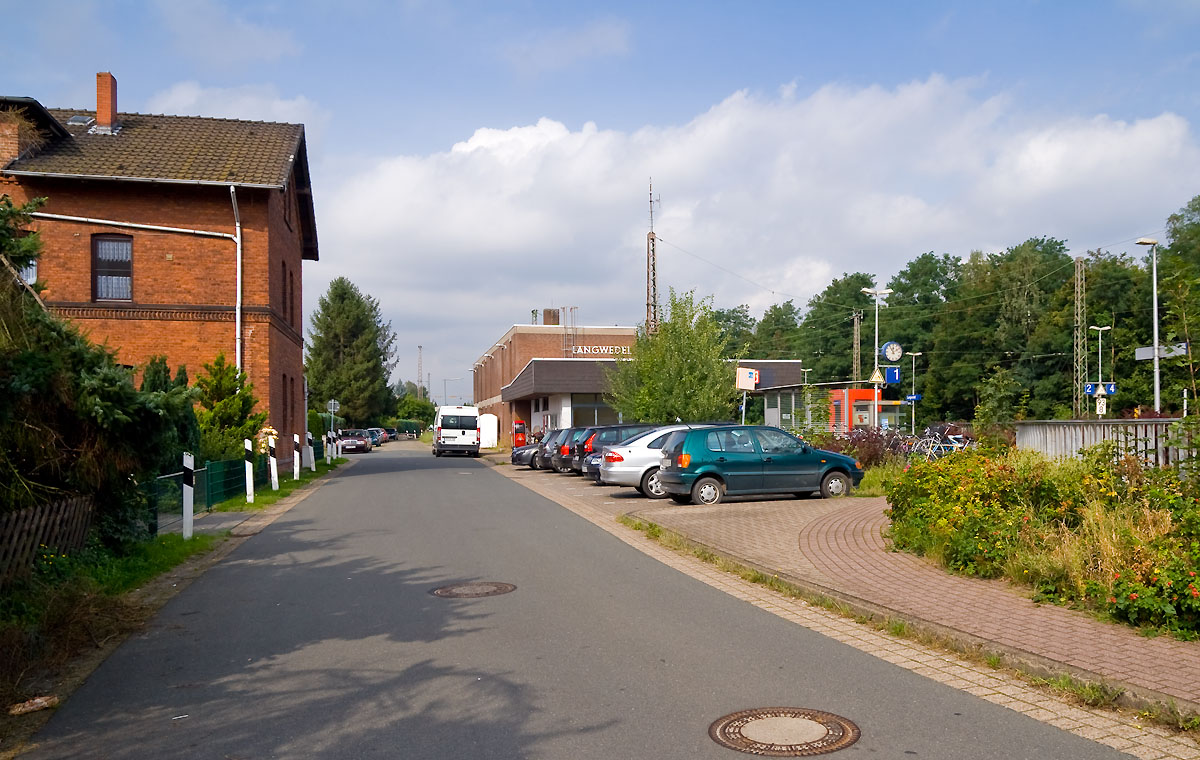
Bahnhof von Langwedel

An der Bahnstrecke Wunstorf–Bremen bestehen Bahnhöfe in Langwedel und Etelsen. Im Bahnhof Langwedel mündet außerdem die Bahnstrecke Uelzen–Langwedel von Uelzen über Soltau in die Strecke nach Bremen ein. Über diese Amerikalinie genannte Verbindung gelangten früher ab Berlin viele Auswanderer zu den Auswandererhäfen, insbesondere nach Bremerhaven. Die Nachbarstädte Achim und Verden sind schnell erreichbar. Seit Mitte Dezember 2011 wird Langwedel von der Regio-S-Bahn Bremen/Niedersachsen bedient. In der Nacht halten einzelne Regionalexpress-Züge nach Hannover Hbf und Bremen Hbf.
| Linie | Verlauf | Takt                                    | Betreiber    |
| ----- | --- | --------------------------------------- | ------------ |
| RS 1  | Bremen-Farge – Bremen Turnerstraße – Bremen Kreinsloger – Bremen Mühlenstraße – Bremen-Blumenthal – Bremen Klinikum Nord/Beckedorf – Bremen-Aumund – Bremen-Vegesack – Bremen-Schönebeck – Bremen-St. Magnus – Bremen-Lesum – Bremen-Burg – Bremen-Oslebshausen – Bremen-Walle – Bremen Hbf – Bremen-Sebaldsbrück – Bremen-Mahndorf – Achim – Baden (Kr Verden) – Etelsen – Langwedel – Verden (Aller) Stand: Fahrplanwechsel Dezember 2023 | 30 min (wochentags) 60 min (Wochenende) | NordWestBahn |

#### Schifffahrt

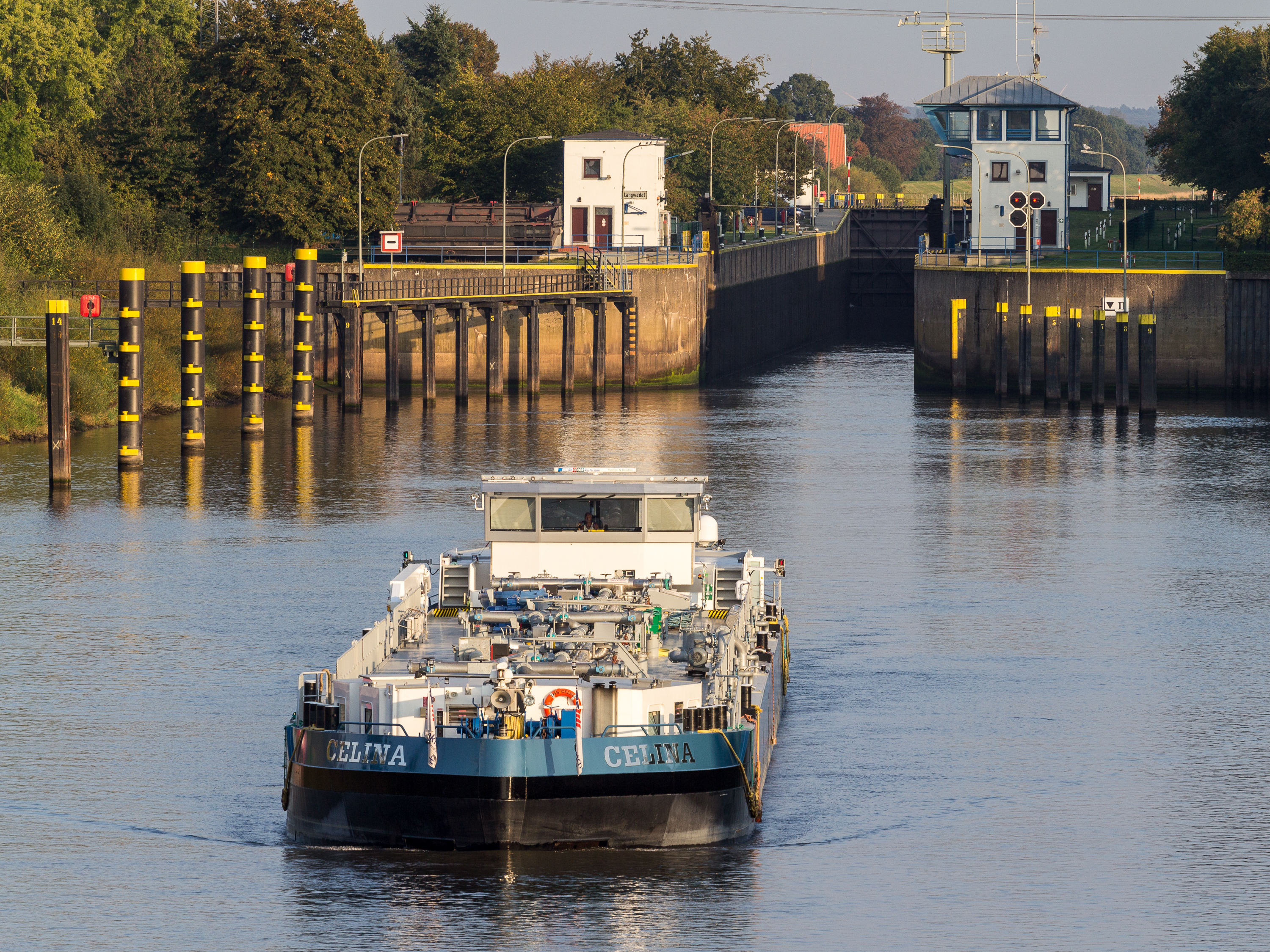
Schleuse Langwedel

Langwedel befindet sich an der Mittelweser zwischen Allerzufluss und Bremen. Die Mittelweser ist schiffbar und wurde bis 2012 im Bereich zwischen der Schleuse Langwedel und Achim-Baden für Großmotorschiffe ausgebaut. Die Fahrgastschiffe der Reederei Flotte Weser machen hier Halt und legen bei der Schiffsanlegestelle an der Daverdener Kanalbrücke fast ganzjährig an.

## Öffentliche Einrichtungen

### Allgemein
- Rathaus
- Freiwillige Feuerwehren im Flecken Langwedel mit den Ortsfeuerwehren Cluvenhagen, Daverden, Etelsen, Langwedel, Holtebüttel und Völkersen.
- Büchereien Langwedel und Etelsen in den Schulen der Orte

### Bildung
- Grundschulen in den Ortsteilen Etelsen, Langwedel und Völkersen.
- Oberschule Schule am Goldbach in Langwedel.
- Förderschule Helen-Grulke-Schule in Etelsen als staatlich anerkannte, private Ersatzschule
- Staatlich anerkannte Berufsfachschule für Altenpflege und Altenpflegehilfe in Langwedel

### Soziale Einrichtungen
für Kinder
- Kindergärten gibt es in Cluvenhagen, Daverden, Etelsen, Etelsen-Berkels, Langwedel und Völkersen.
- Gemeindliche Kinderkrippe seit 2010 in Daverden
- Kinderkrippe der Ortschaft Etelsen geplant für 2013/2014

für Ältere
- In den Ortsteilen Langwedel und Etelsen sind große Alten- und Pflegeheime, Arztpraxen, Zahnarztpraxen und Physiotherapiepraxen vorhanden.

für die Gesundheit
- Nächstgelegene Krankenhäuser sind die Aller-Weser-Klinik mit Standorten in Verden und Achim, die Bremer Kliniken sowie das Agaplesion Diakonieklinikum Rotenburg.
- Bezüglich des kassenärztlichen Notdienstes wird der Ostteil Langwedels im Notdienstbezirk Verden, der Westteil der Gemeinde im Notdienstbezirk Achim betreut. Die jeweiligen Bereitschaftsdienstpraxen sind in den dort ortsansässigen Krankenhäusern angesiedelt.
- Im Ortsteil Hagen-Grinden besteht eine Einrichtung für autistische Menschen.
- In Cluvenhagen befindet sich mit der Stiftung Waldheim eine Einrichtung, in der Menschen mit Epilepsie, geistiger Behinderung oder psychischen Beeinträchtigungen leben.

### Kirchen
- evangelisch-lutherische Gemeinden bestehen in
  - den Ortsteilen Daverden, Kirchweg 27, und Etelsen, Am Denkmal 6,
  - Haberloh, Holtebüttel und Völkersen gehören zur benachbarten evangelisch-lutherischen Domgemeinde Verden,
  - Steinberg gehört zur Kirchengemeinde Posthausen.
- Die Katholiken des östlichen Teils der Gemeinde gehören zur St.-Josef-Gemeinde in Verden, die Katholiken des westlichen Teils der Gemeinde werden von der St.-Matthias-Gemeinde betreut.
- Die Angehörigen von Zeugen Jehovas, Baptisten und andere Freikirchen und des Islam sind weitgehend in der Kreisstadt Verden und in Achim organisiert.

### Sport
Vereine
- TSV Cluvenhagen mit Sporthalle und Plätzen
- MTV Langwedel mit Sporthalle und Plätzen
- TSV Daverden mit Sporthalle und Plätzen
- TSV Etelsen mit Sportplätzen
- SV Holtebüttel mit Sportplätzen
- FC Langwedel mit Sportplätzen
- TSV Völkersen mit Sportplätzen
- MFSG-Kranich e. V. mit Modellflugplatz

### Banken und Sparkassen
In Langwedel befinden sich Geschäftsstellen der Volksbank Niedersachsen-Mitte eG, der Kreissparkasse Verden sowie Zahlstellen der Postbank in Partnerfilialen der Post.

## Persönlichkeiten
- Friedrich von der Decken (1769–1840), hannoverscher Generalfeldzeugmeister im Napoleonischen Krieg, Diplomat und Schriftsteller.
- Diedrich Elfers, genannt Stubben-Dierk (1837–1914), bekannt durch das „entstubben“ (Urbar machen) von  Busch- und Heideland am Rande des Etelser Moores sowie als Wildhüter und dann als vermeintlicher Wilddieb. Er hatte 17 Kinder.[10][11]
- Hans Maaß (1914–2000), Norddeutscher Maler[12]
- Andreas Mattfeldt (* 1969), MdB, CDU